# Christoph Hawich

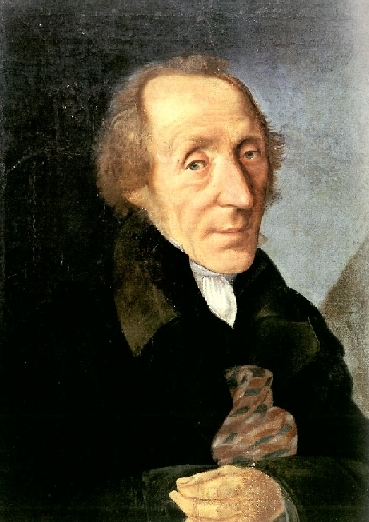
Selbstporträt Christoph Hawich

Christoph Hawich (* 17. September 1782 in Trier; † 5. September 1848 ebenda; Schreibvarianten: Hahvich, Havig, Habich) war ein deutscher Maler, Porzellanmaler, Zeichenlehrer und Lithograf.

## Herkunft und Ausbildung
Christoph Hawich entstammte einer Mitte des 18. Jahrhunderts von Koblenz nach Trier zugewanderten Malerfamilie. Seine erste künstlerische Ausbildung erhielt er bei seinem Vater, dem Maler Stephan Hawich (* 3. April 1753 in Koblenz; † 11. Juli 1827 in Trier) und bei einem bisher nicht identifizierten Maler Jungblut. Ausweislich der autobiografischen Angaben in seinem Bewerbungsschreiben als Zeichenlehrer vom 13. Januar 1821 erweiterte er anschließend auf Studienreisen, insbesondere in Düsseldorf, seine Fertigkeiten in der „Malkunst“. Eine akademische Ausbildung in Düsseldorf lässt sich allerdings nicht nachweisen. Beide Ehen Hawichs, geschlossen im Jahre 1810 mit Margarete Becker aus Eschdorf und nach deren Tod im Jahre 1838 mit Elisabeth Molitor aus Trier, blieben kinderlos.

## Vorsteher der Porzellanmalerei

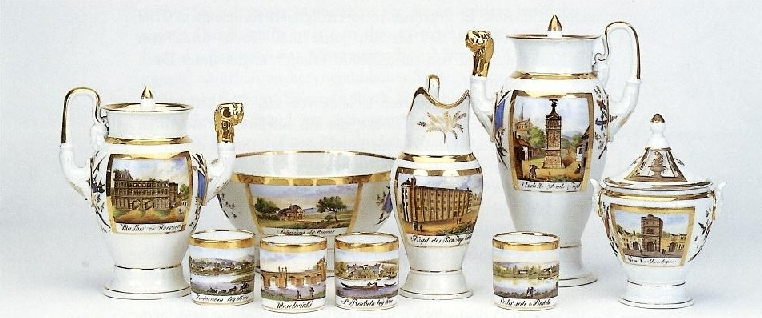
Ansichten-Service aus der Trierer Porzellan-Manufaktur

Hawich arbeitete zunächst als angestellter Zeichenlehrer an Privatschulen, kurzfristig auch selbstständig an einer eigenen Zeichenschule, ehe er im Jahr 1816 als Malereivorsteher zur Trierer Porzellanfabrik kam. Diese im Jahr 1807 in der ehemaligen Benediktinerabtei St. Martin gegründete Manufaktur war nach dem Wechsel der Stadt Trier aus französischer unter preußische Herrschaft in Schwierigkeiten geraten und im Jahre 1815 versteigert worden. Erwerber war der mit der Malerfamilie Hawich befreundete Trierer Unternehmer Peter Marx, der den Betrieb ab 1816 zunächst wieder mit großem Erfolg ankurbelte, ehe ihn Fehler im Management, die wachsende Konkurrenz des billigeren Steinguts und die Erfindung des Umdruckverfahrens auf Porzellan zu Beginn des Jahres 1821 zur Aufgabe der Produktion zwangen.
Wie das bereits zitierte Bewerbungsschreiben ausweist, leitete Hawich während dieser fünf Jahre als „Erster Maler und Lehrer“ die Abteilung der Porzellanmalerei. Dabei oblagen ihm drei Hauptarbeitsgebiete: Mit Vorbildfunktion hatte er eigenhändig Porzellan zu bemalen, das er allerdings wegen seiner Werkszugehörigkeit nach den damaligen Gepflogenheiten bei der fabrikmäßigen Herstellung kunstgewerblicher Artikel nicht durch seine Signatur kennzeichnen durfte. Außerdem beschaffte er die Vorlagen für die in der Manufaktur übliche Reproduktionsmalerei: Eigene Entwürfe, aber auch Zeichnungen oder Stiche anderer Künstler, die er so aufbereitete, dass seine Mitarbeiter die miniaturhaft feine Porzellanmalerei in Aufglasurtechnik ausführen konnten. Als Lehrer an der fabrikeigenen Zeichenschule oblag ihm ebenfalls die Heranbildung fähiger Nachwuchskräfte.
Die handbemalten Erzeugnisse der Porzellanmanufaktur – vorwiegend Kaffee-Services, Ziertassen und Vasen – zeigten Darstellungen der römischen Baudenkmäler in Trier und anziehende Landschaftsausschnitte der Umgebung. Antikenbegeisterung und Reiseromantik spiegelten sich in diesem Ansichten-Porzellan wider, das sich an betuchte Reisende wie an Trierer Bürger gut absetzen ließ und nachfolgend vom Souvenir zu einem raren und teuren Sammelobjekt avancierte.

## Zeichenlehrer an öffentlicher Schule

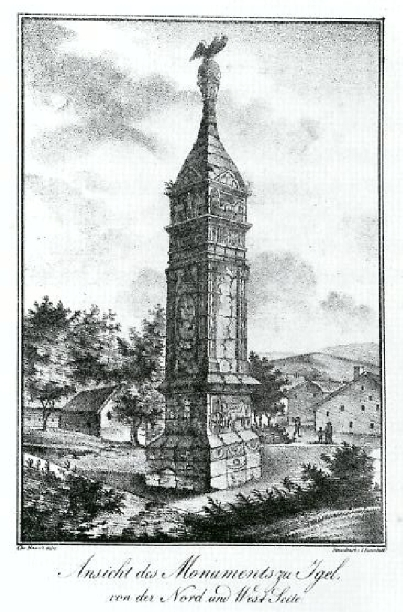
Lithographie der Igeler Säule

Zu Beginn des Jahres 1822 konnte Hawich an der frisch gegründeten Trierer Knabenbürgerschule eine feste Anstellung als Zeichenlehrer erlangen, die er für die folgenden 24 Jahre bis zu seiner altersbedingten Entlassung 1846 innehatte. Parallel dazu betrieb er ab 1821 in Trier-St.-Irminen eine Zeichenschule für angehende Handwerker, denen er – in Vorwegnahme späteren Kunstgewerbeunterrichts – gemäß einem von ihm detailliert ausgearbeiteten Stufen-Lehrplan grundlegende künstlerische Fähigkeiten vermitteln wollte. Es zeigte sich jedoch, dass seine Auszubildenden der Doppelbelastung von langer Arbeitszeit und zusätzlichem Unterricht nicht gewachsen waren. Die zuletzt nur noch als Sonntagsschule geführte Anstalt wurde mit Beginn des Jahres 1830 geschlossen.

## Der Lithograf

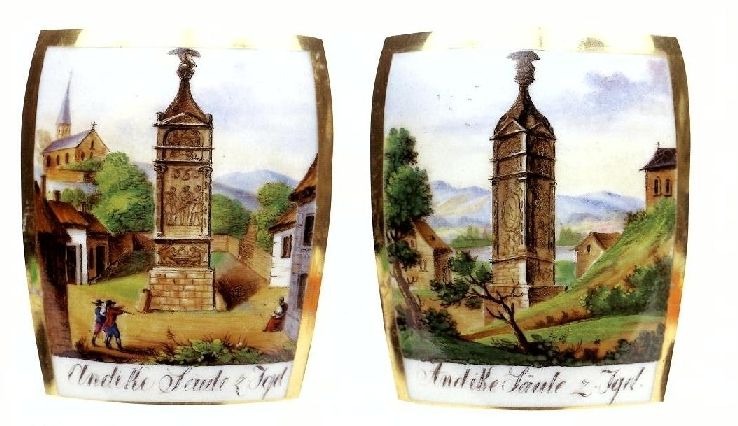
Kaffeekanne, zwei Ansichten „Igeler Thurm bey Trier“

Hawich führte in Trier als Erster die in den Jahren 1797/98 erfundene Lithografie ein. Nachdem er sich deren Technik bei Besuchen zahlreicher Steindruckereien in Karlsruhe, Mannheim, Darmstadt, Frankfurt, Mainz und Paris angeeignet hatte, gelang es ihm im Jahre 1823, mit Hilfe eines Kredits der Stadt Trier und finanzieller Förderung durch Mäzene, eine eigene Lithografieranstalt in der Palastgasse Nr. 95 zu gründen. Noch im selben Jahr brachte er ein umfangreiches Mappenwerk mit lithografierten Ansichten der Stadt Trier heraus (die Lithografien hier noch von dem Frankfurter Stecher Johan Susenbeth gefertigt), das zu seiner bekanntesten Arbeit wurde. Hawich stützte sich dabei auf seinen Fundus an Zeichnungen aus seiner Porzellanmalerei, wie die Vielzahl übereinstimmender Darstellungen auf den Lithografien der Mappe und dem Trierer Ansichten-Porzellan beweist. Der erläuternde Text stammte von dem Schriftsteller und damals als Richter in Trier tätigen Markus Theodor von Haupt, der schon im Jahr 1822 einen kleinen Reiseführer „Panorama von Trier und seinen Umgebungen“ sowie „Trierisches Zeitbuch“ verfasst hatte.
In den Jahren 1824 bis 1826 legte Hawich außer zwei kleinen Arbeiten für die Trierer Casino-Gesellschaft gleich drei bedeutende Werke zur Stadtgeschichte und -topografie mit nun eigenhändigen Lithografien vor: Zunächst eine Zusammenstellung von Porträts denkwürdiger Trierer Persönlichkeiten, für die ihm einer seiner Förderer, der Gymnasialdirektor und Stadthistoriker Johann Hugo Wyttenbach (* 6. April 1767 in Bausendorf; † 22. Juni 1848 in Trier), Stichvorlagen aus dem Fundus der von ihm gegründeten Stadtbibliothek Trier zur Verfügung stellte. Ein weiterer Mäzen, der Trierer Arzt Johann Mathias Neurohr, war Autor des erläuternden Textes. Es folgte ein repräsentatives Großfolioformat mit lithografierten Ansichten des römischen Grabpfeilers in Igel bei Trier, wiederum mit einem Begleittext von Neurohr. Im selben Jahr 1826 verlegte Hawich einen großformatigen Stadtplan, umrahmt von 26 Detailansichten, den er dem Oberbürgermeister der Stadt Trier, Georg Wilhelm Nikolaus Haw, widmete. Doch wenig später war die Steindruckerei Hawichs bereits wieder am Ende. Seine Lithografien verkauften sich ebenso zäh und schleppend wie diejenigen des berühmten Trierer Malers Johann Anton Ramboux, der seine 1824–27 geschaffenen, künstlerisch überragenden Trier-Ansichten ebenfalls nach vier Lieferungen abbrechen musste. Christoph Hawich, als freier Maler eher mäßig begabt, doch vielseitig an der Schnittstelle von Kunst und Handwerk engagiert, blieb vor allem als Pionier der Lithografie im Gedächtnis seiner Heimatstadt Trier. Noch bedeutender sind seine Verdienste um den Moseltourismus: Seine Porzellanmalereien wie auch die Lithografien dienten als frühe Ansichtswerke für Reisende in der Region.

## Werke

### Überlieferte Gemälde
- Christoph Hawich, Selbstporträt, 1828, Öl auf Leinwand, 50 × 37 cm, Stadtmuseum Simeonstift Trier, Inv.-Nr. III 660
- Christoph Hawich, Porträt des Domkanonikus Bertrand Ludwig Prestinary, undatiert, Öl auf Leinwand, 92 × 72 cm, Vereinigte Hospitien Trier
- Christoph Hawich (zugeschrieben), Bilderuhr St. Paulin, um 1822/23, Öl auf Holz, 60 × 80 cm, Geh-, Schlag- und Läutewerk signiert „Schlöder in Trier“, Privatbesitz.

### Porzellanmalerei
- Einen guten Überblick über das – sämtlich ungemarkte – Produktionsspektrum der Porzellanfabrik Trier einschließlich der Christoph Hawich zugeschriebenen Dekore bieten das Stadtmuseum Simeonstift Trier und das Rheinische Landesmuseum Trier. Die Stiftung Preußischer Schlösser und Gärten Berlin-Brandenburg bewahrt ein herausragendes „Hawich“-Ansichten-Service (Déjeuner) mit gelbem Fond, Inv.-Nr. XII/2609a-d.

### Lithografien
- Christoph Hawich: Trier’s Alterthümer und Umgebungen in 22 pittoresken Ansichten, aufgenommen von Hahvich Sohn, Steindr. / von J. Susenbeth in Frankfurt a. M.; Begleittext von Markus Theodor von Haupt, Trier 1823, Folio-Format, Stadtbibliothek Trier, Signatur 10/52 2°
- Christoph Hawich: Literärisches Casino in Trier, 1824, Lithografie, 18,6 × 38 cm, Stadtmuseum Simeonstift Trier, Inv.-Nr. V 117.
- Christoph Hawich: Mitglieder der Gesellschaft des Literärischen Casino in Trier am 1 ten Jänner 1825. Lith. bei Chr. Hawich; kalligrafisch gestaltetes Deckblatt zum Mitgliederverzeichnis, Oktavformat, Stadtbibliothek Trier, Signatur 11/3513 a 8°
- Christoph Hawich: Abbildungen Gelehrter und in der Trierischen Geschichte vorzüglich ausgezeichneter Churfürsten und Staatsmaenner, nebst biographischer Skizze / Lithographirt von Christoph Hawich. Maler und Zeichenlehrer an der Bürgerschule; Trier 1825, Text von Johann Mathias Neurohr. Quartformat, Stadtbibliothek Trier, Signatur 11 / 39 4°
- Christoph Hawich: Abbildung des Römischen Monuments in Igel / Gezeichnet und lithographirt von Christoph Hawich / Maler und Zeichenlehrer an der Bürgerschule / Mit einem erläuternden Texte von Johann Mathias Neurohr. Trier 1826. Großfolio, Stadtbibliothek Trier, Signatur 10/29 gr. -2°
- Christoph Hawich: Situationsplan der Stadt Trier, 1826, Lithografie, 56,5 × 70 cm, Stadtmuseum Simeonstift Trier, Inv.-Nr. V 685